# Ákra Tigáni (udde i Grekland, Peloponnesos)
Ákra Tigáni är en udde i Grekland.   Den ligger i prefekturen Lakonien och regionen Peloponnesos, i den södra delen av landet, 200 km sydväst om huvudstaden Aten.
Terrängen inåt land är huvudsakligen kuperad, men åt nordost är den bergig. Havet är nära Ákra Tigáni åt nordväst.  Närmaste större samhälle är Areópoli, 13,5 km norr om Ákra Tigáni. 